# Valerio Trujano
Valerio Trujano là một đô thị thuộc bang Oaxaca, México. Năm 2005, dân số của đô thị này là 1502 người.